# Shima, Mie

Shima (志摩市 Shima-shi?) este un municipiu din Japonia, prefectura Mie.